# Bad Loipersdorf
Bad Loipersdorf (–2019: Loipersdorf bei Fürstenfeld) là một đô thị thuộc huyện Fürstenfeld bang Steiermark, nước Áo. Đô thị Bad Loipersdorf có diện tích 17,74 km², dân số thời điểm cuối năm 2008 là 1405 người.
Bản mẫu:Đô thị của Fürstenfeld